# 渡辺寛二
渡辺 寛二（わたなべ かんじ、1958年3月29日 - ）は、日本の俳優、声優。新潟県出身。身長174cm、体重74kg。血液型はO型。本名：渡辺 真一。劇団青年座に所属していた。

## 人物・来歴
東京都立忠生高等学校卒業。
青年座研究所へ入所。
1979年、入団と同時に『手錠をかけろ!』でデビュー。
TBS系列のホームドラマや橋田壽賀子作品に多数出演していた。
趣味は映画鑑賞。

## 出演

### テレビドラマ
- 手錠をかけろ!（1979年） - 滝田刑事（通称；タキ） 役
- 大河ドラマ（NHK）
  - 峠の群像（1982年） - 間新六 役
  - 春の波涛（1985年） - 田代重成 役
  - いのち（1986年） - 竹下
  - 太平記（1991年） - 大高重成 役
  - 信長 KING OF ZIPANGU（1992年） - 三淵藤英 役
  - 武蔵 MUSASHI（2003年） - 柳生の使者
- 連続テレビ小説（NHK）
  - おしん（1984年） - 崎田辰則（青年時） 役
  - はね駒（1986年） - 河田順吉 役
- 忍の一字（1985年3月23日、NHK総合） - 勘太
- 東映不思議コメディーシリーズ（CX）
  - 勝手に!カミタマン（1986年） - 殿様 役
  - もりもりぼっくん（1986年） - 教師
  - じゃあまん探偵団 魔隣組（1988年）
- 銀河テレビ小説・まんが道（1986年、NHK総合） - 寺田ヒロオ 役
- 西田敏行の泣いてたまるか 第10話「ぼくの父さんはシェフ」（1986年、TBS / 国際放映、東阪企画）
- 金曜エンタテイメント
  - 「おばさんデカ 桜乙女の事件帖4」（1996年） - 中沢修一 役
  - 「浅見光彦シリーズ (フジテレビのテレビドラマ)4」（1997年） - 萩刑事 役
- 大家族（1984年） - 高倉太 役
- 忍の一字（1985年、NHK） - 勘太 役
- おんなは一生懸命（1987年 - 1988年） - 川村貞夫 役
- 十時半睡事件帖 (テレビドラマ)（1994年） - 辰次 役
- 渡る世間は鬼ばかり（1990 - 1991年） - 竹原洋一 役
- 火曜サスペンス劇場
  - 「浅見光彦ミステリー1」（1987年） - 西山刑事 役
  - 「追跡」（1997年） - 大坪耕平 役[5]
  - 「女検事・霞夕子15」（2000年） - 立花刑事 役
- ストレートニュース (テレビドラマ)（2000年） - 星野刑事 役
- レッツ・ゴー!永田町（2001年） - 下野総務課長 役
- ウルトラマンコスモス 第16話「飛ぶクジラ」（2001年10月20日、毎日放送 / 円谷プロ） - 野田浩太の父 役
- はぐれ刑事純情派第14シリーズ 第7話（2001年） - 中村哲也 役
- 松本清張没後10年特別企画 死んだ馬・殺意の接点（2002年4月22日、TBS） - 井沢刑事 役
- 土曜ワイド劇場
  - 「終着駅シリーズ16」（2003年） - 小田刑事 役
  - 「タクシードライバーの推理日誌21」（2005年） - 古屋登志男 役
  - 「検事・朝日奈耀子11」（2010年） - 松村刑事 役
- こちら本池上署（2004年） - 高倉真介 役
- クロサギ（2006年）
- 松本清張ドラマスペシャル・波の塔（2006年12月27日、TBS）
- 安宅家の人々（2008年） - 岩井和孝 役
- その男、副署長（2008年） - 仁科秀夫 役
- 北アルプス山岳救助隊・紫門一鬼（2000年 - ） - 渡部刑事 役
- 月曜ゴールデン（TBS）
  - 「税務調査官・窓際太郎の事件簿 15」（2007年） - 犬山
  - 「森村誠一サスペンスシリーズ7」（2008年） - 谷編集長 役
  - 「浅見光彦シリーズ (TBSのテレビドラマ)28」（2009年） - 三神克夫 役
  - 「浅見光彦シリーズ29」（2011年） - 前田刑事 役
  - 「弁護士高見沢響子12」（2014年） - 高松刑事 役
- 相棒
  - （2008年） - 事務局長
  - （2013年） - 遠山純二 役
- ハンチョウ〜神南署安積班〜（2010年） - 寺西刑事課長 役
- ブルドクター（2011年8月10日、NTV） - 柳田俊夫 役
- 水戸黄門第43部 第13話「冴えない男の恩返し -松坂-」（2011年10月17日、TBS） - 市兵衛 役
- よるドラ 「本日は大安なり」（2012年1月- 3月、NHK）
- 水曜ミステリー9（テレビ東京）
  - 「特命おばさん検事! 花村絢乃の事件ファイル2」（2014年2月5日） - 鈴木刑事 役

### 映画
- 釣りバカ日誌
  - 釣りバカ日誌6（1993年）
  - 釣りバカ日誌9（1997年）
- ゴジラvsスペースゴジラ（1994年） - Gフォース副官[3]
- グリーンマイル（2000年） - 声の出演
- リング0 バースデイ（2000年） - 結城
- 草の乱（2004年）

### テレビアニメ
- 名探偵コナン（1999年） - 土井塔克樹

### 劇場アニメ
- 茄子 アンダルシアの夏（2003年） - 会場アナウンサー

### 舞台
- 喘ぎさまよう鹿のように
- 黒とかげ
- 近松心中物語
- 肥前松浦兄妹心中
- 冒険ダン吉の冒険